# Порочная женщина (фильм, 1934)
Порочная женщина (англ. A Wicked Woman) — американская мелодрама режиссёра Чарльза Бребина 1934 года.

## Сюжет
Чтобы спасти своих детей от бешеного отца, Наоми убивает своего мужа и заключает сделку с Богом: если она останется на свободе в течение десяти лет, то после окончания срока отдаст себя в руки правосудию.

## В ролях
- Мади Кристианс — Наоми Трайс
- Джин Паркер — Розанна
- Чарльз Бикфорд — Нейлор
- Бетти Фернесс — Янси
- Уильям Генри — Кёртис
- Джеки Сирл — Кёртис в детстве
- Бетти Джейн Грэхэм — Янси в детстве
- Мэрлин Харрис — Розанна в детстве
- Пол Гарви — Эд Трайс
- Зельда Сирс — Грамм Тиг
- Роберт Тейлор — Билл Рентон
- Стерлинг Холлоуэй — Питер
- Джорджи Биллингс — Недды
- Девитт Дженнингс — шериф